# Eurocopter Panther

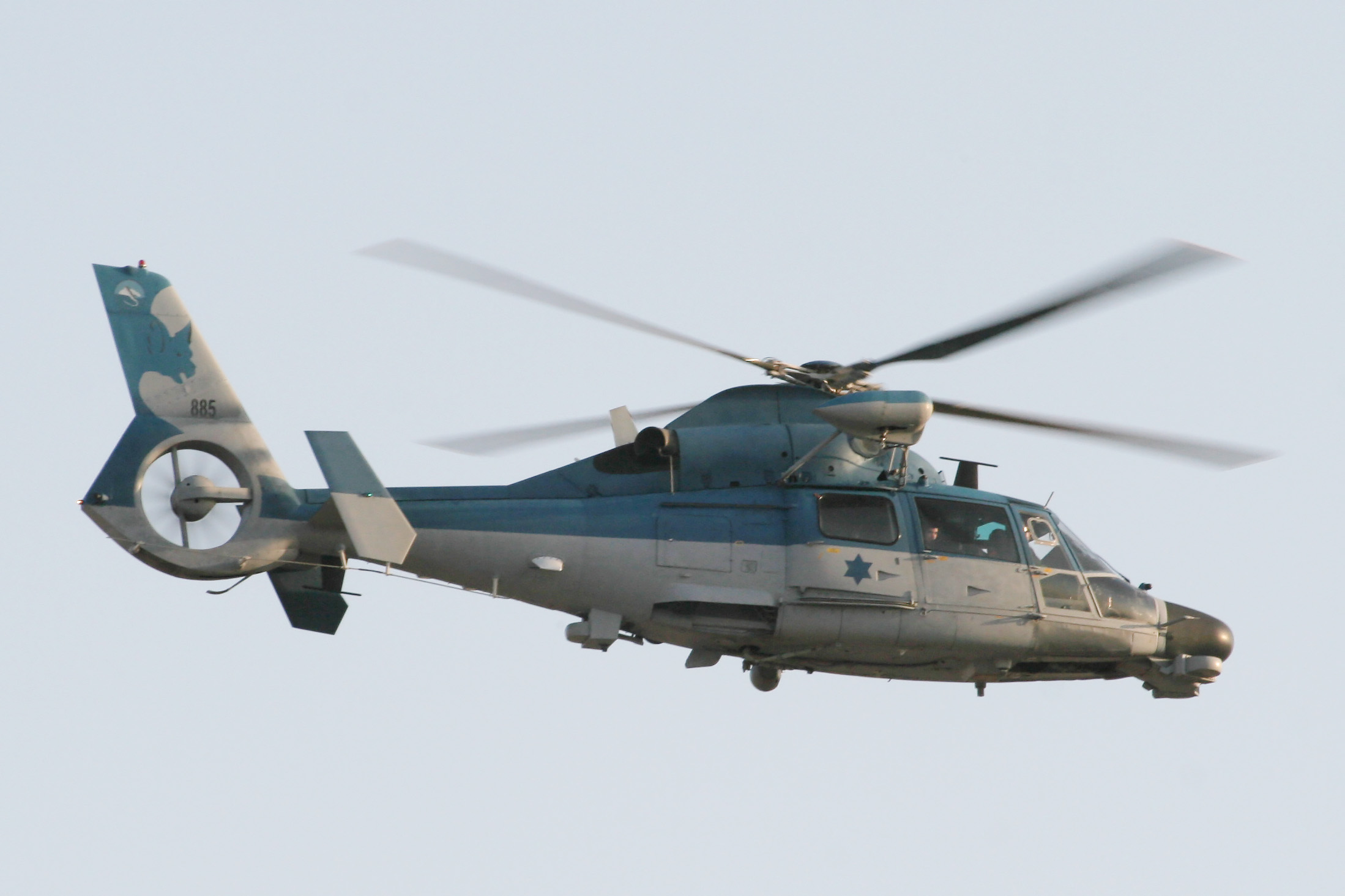
Eurocopter Panther

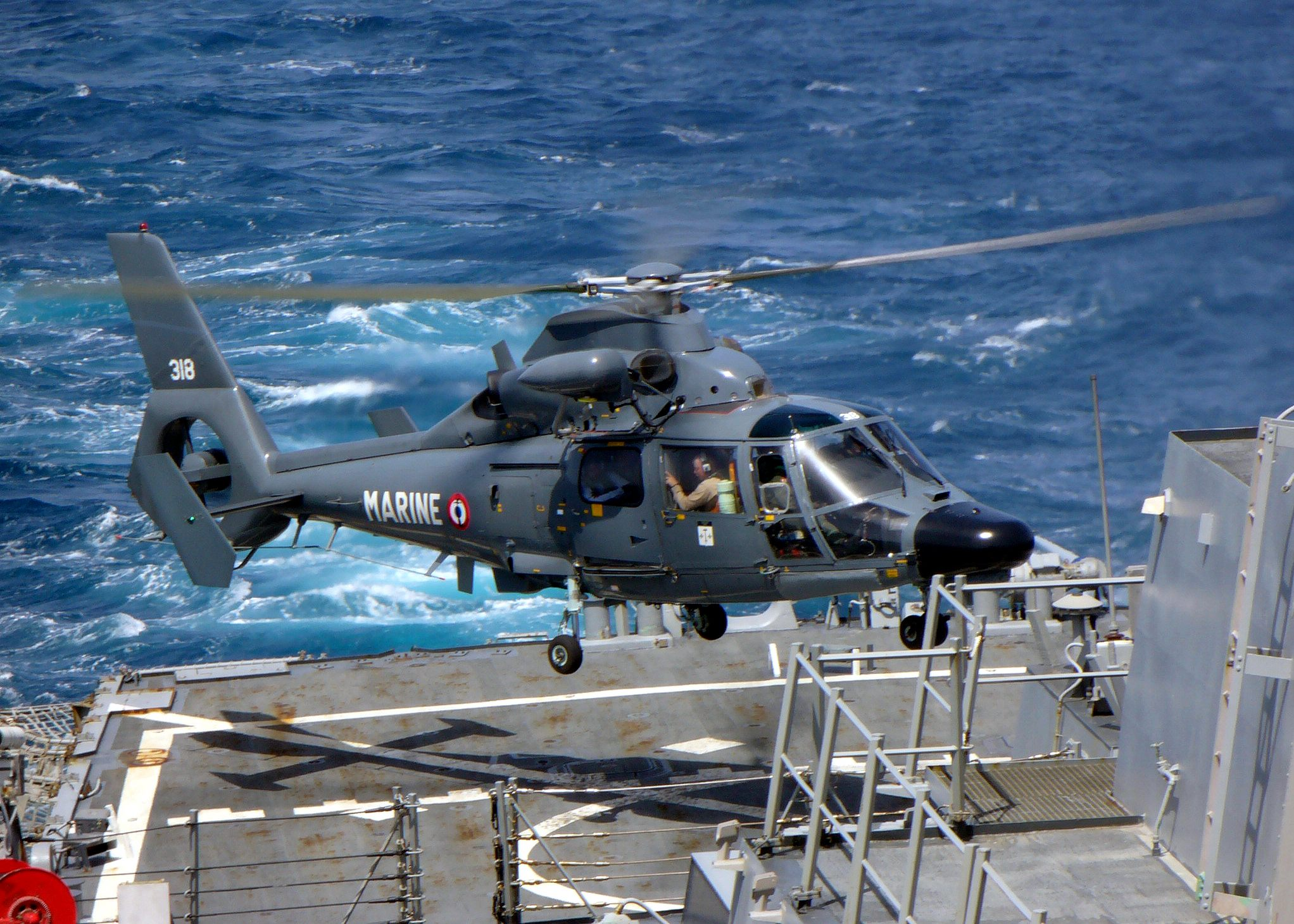
Franse Panther landt op de USS Decatur

De Eurocopter Panther is de militaire versie van de Eurocopter Dauphin, een middengewicht-, multi-inzetbare, tweemotorige helikopter, gebouwd door Eurocopter (voorheen Aérospatiale). 
De Panther is de militaire versie van de AS 365 N, en heeft het typenummer AS 565. 

## Versies
De Panther is verkrijgbaar in de volgende versies:
- AS 565 UA/UB: utilityversies, aangedreven door twee Turboméca Arriel 2C-turbinemotoren met FADEC
- AS 565 AA/AB: aanvalsversies (momenteel niet in productie)
- AS 565 MA/MB: maritieme Search & Rescue-versies
- AS 565 SA/SB: antionderzeebootversies (momenteel niet in productie)
- AS 565 CA: antitankversie, bewapend met HOT raketten
- HM-1: Braziliaanse aanduiding voor de AS 565 Panteras
- AS 565 SC: search & rescue-versie voor Saoedi-Arabië
- Panther 800: voorgestelde versie voor de US Army

## Bewapening
De bewapening verschilt per versie en kan bevatten:
- Giat M621 20mm-cannon pods
- Mistral-lucht-luchtraketten
- HOT-antitankraketten
- ongeleide 68mm- en 70mm-raketten
- AS 15TT-raketten tegen gronddoelen
- Antionderzeeboottorpedo's